# Vida de Jesucrist

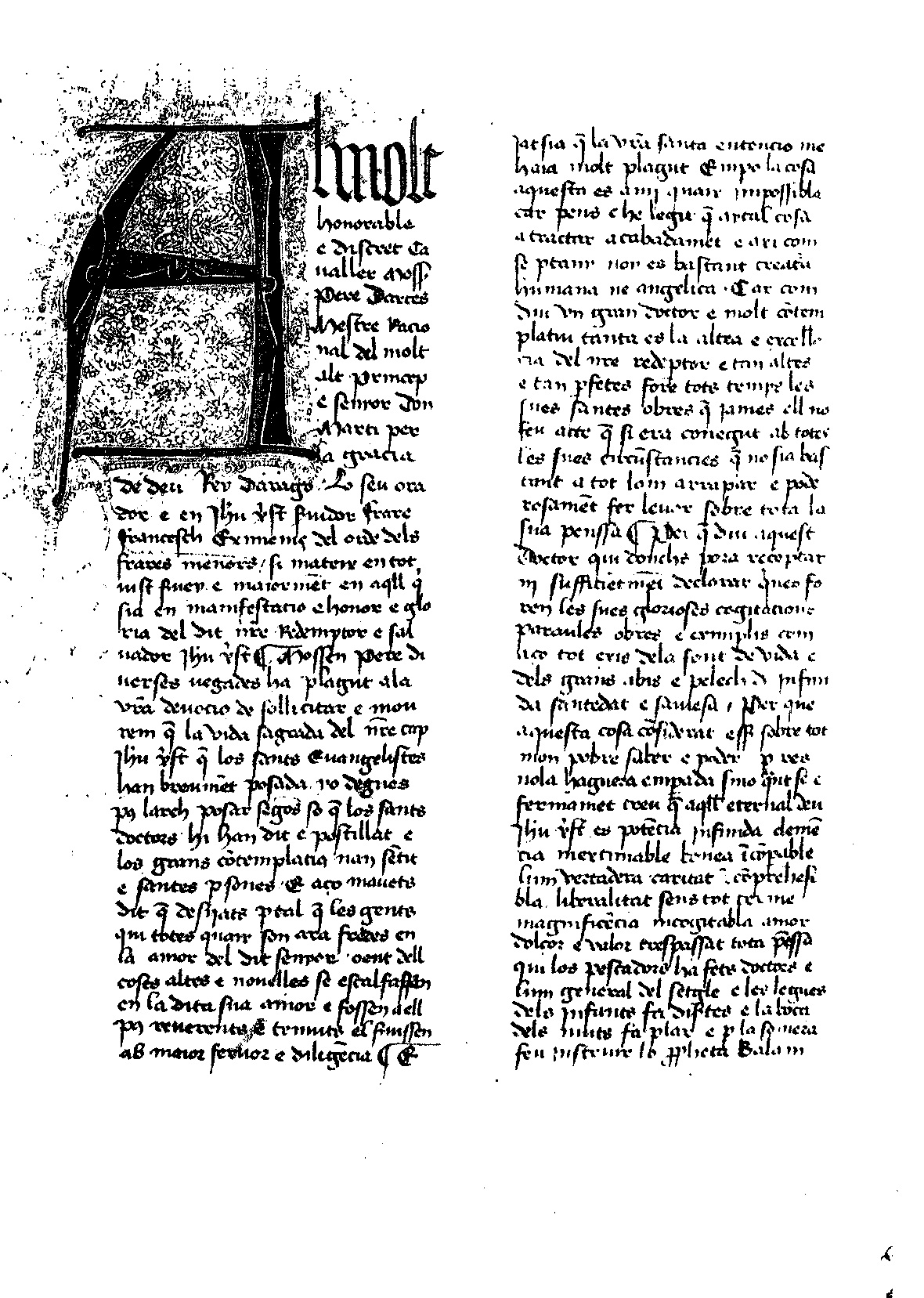
Anfang des Manuskriptes der Vida de Jesucrist von Francesc Eiximenis aus der Bibliothek der Universität Valencia (Ms. 209. F. 1r).

Die Vida de Jesucrist (Leben Jesu Christi) ist ein literarisches Werk, das von Francesc Eiximenis auf Katalanisch in Valencia geschrieben wurde. Das Buch wurde möglicherweise zwischen 1399 und 1406 geschrieben. Der Philologe Albert Hauf datiert es auf den 23. Juni 1403. Das Buch wurde Pere d’Artés gewidmet, einem Schatzkanzler der Krone von Aragonien, dem Eiximenis schon das Llibre dels àngels (Buch der Engel) gewidmet hatte.
Pere d’Artés selbst hatte Eiximenis darum gebeten, gegen Eiximenis’ erste Meinung das Buch auf Katalanisch und nicht auf Latein zu schreiben, wie Eiximenis im sechsten Kapitel der Einführung des Buches erklärt.

## Struktur and Inhalt
Das Buch enthält 691 Abschnitte und besteht aus zehn Aufsätzen. Außerdem besteht der letzte Aufsatz aus anderen sieben kleinen Aufsätzen.
Dieses Buch gehört der mittelalterlichen Gattung der Vitae Christi (Leben Jesu Christ), deren bestes Beispiel die Vita Christi von Ludolf von Sachsen ist, an. Diese Art Bücher gilt nicht nur als eine normale Biographie, sondern auch als eine Geschichte, ein Kommentar aus den Kircheneltern, eine Reihe von moralischen und dogmatischen Überlegungen, von Anweisungen, von Meditationen und Gebeten. Alles steht in Verbindung mit dem Leben von Jesus Christus seit seiner Geburt bis zu Christi Himmelfahrt. In diesem Buch kann man auch Eiximenis’ vollkommene Scholastikausbildung finden. Nur in diesem Werk von Eiximenis kann man sogar Einfluss aus sozusagen heterodoxen Quellen (u. a. den apokryphen Evangelien) finden.

### Nicht geschriebene Bände vonLo Crestià
Wie im Llibre de les dones (Buch der Frauen) und auch in anderen Büchern von ihm gibt es in diesem Buch viele Teile und Themen, die anderen nicht geschriebenen Büchern von Lo Crestià entsprechen könnten. Das ganze Buch könnte dem Novè (neunten Band) seines enzyklopädischen Projekts Lo Crestià entsprechen, der sich mit der Menschenwerdung Gottes befassen sollte. Nichtsdestoweniger ist der Inhalt dieses Buches breiter, und deshalb befasst sich der dritte Band damit. Der erste Band befasst sich mit der Prädestination, und der Quart (vierter Band) von Lo Crestià sollte sich mit diesem Thema beschäftigen. Dieses Buch von Lo Crestià beabsichtigte auch, die sieben Seligpreisungen zu erklären, und der siebte Band dieses Buches hat mit ihnen zu tun. Dieses Buch erklärt auch ausführlich zwei Sakramente. Zuerst erklärt dieses Buch die Taufe wegen der Taufe Christi durch den heiligen Johannes den Täufer. Zweitens erklärt dieses Buch die Eucharistie wegen des Abendmahles Jesu. Der Desè (zehnter Band) von Lo Crestià sollte auf Sakramente bezogen werden. Zuletzt kommt der zehnte Band dieses Buches zu apokalyptischen und eschatologischen Themen, und der Tretzè (dreizehnte Band) von Lo Crestià sollte auf diese Themen bezogen werden.

### Stil und Einflüsse
Dieses Buch zeigt sehr gut die Tendenz gegen Kontemplation von den letzten Werken von Eiximenis. Wie die Einführung sagt, ist die Absicht dieses Werkes, die Gläubigen mit der Liebe und Andacht von Christus aufzuheizen. Hingegen kann man in diesem Buch sehr offensichtlich die Verehrung für die Jungfrau merken, die so typisch von der franziskanischen Schule ist. So sind viele Abschnitte der Jungfrau (die Gloriosa (die Herrliche), wie Eiximenis sie nennt) gewidmet. Man übertreibt nicht, wenn man behauptet, dass die Jungfrau so wichtig in diesem Buch wie Christus selbst ist. Dieses Werk könnte innerhalb der Tradition der Meditationes Vitae Christi (Überlegungen über das Leben von Jesus Christus) von dem pseudo-Bonaventura eingeschlossen werden. Außerdem hatte dieses Buch Einfluss des italienischen Franziskaners Ubertinus de Casale.

## Übersetzungen
Es gab Übersetzungen von diesem Buch ins Spanische und ins Französische.
Die Übersetzung ins Spanische enthält übrigens die letzten zwei Teile nicht. Diese Übersetzung wurde aufgrund des hieronymiten Hernando de Talavera gemacht, OSH, der erste Erzbischof von Granada nach der Wiedereroberung 1492 durch die katholischen Könige war. Er wurde Beichtvater von Isabella I. von Kastilien ernannt, und er war ein großer Verehrer von Francesc Eiximenis und seine Werke. Dieses war das erste gedruckte Buch in diesem Stadt.

## Auflagen und Umschreibungen
Diese ohne die letzten zwei Teile ins Spanische Übersetzung wurde als Inkunabel am 30. April 1496 von den deutschen Druckern Meinard Ungut und Johannes Pegnitzer (auch als Johannes von Nürnberg genannt) veröffentlicht. Heutzutage verfügen wir nur über diese Auflage. Trotzdem überschrieb Albert Hauf die ersten fünf Teile, und er fügte das als Zusatz in seiner Doktorarbeit bei. Diese Umschreibung ist aber noch nicht verlegt.
Deswegen verfügen wir über keine moderne Auflage von diesem wichtigen Werk.

## Späterer Einfluss
Dieses Buch hatte späteren Einfluss in anderen Bereichen. So hat Josep Romeu i Figueras bestätigt, dass das Mysterienspiel über Mariä Aufnahme in den Himmel der Kathedrale von Valencia direkt von diesem Buch beeinflusst wurde. Dieser Mysterienspiel kann gegen 1425 datiert werden.

## Digitale Auflagen

### Manuskripten
- Auflage auf der Biblioteca Virtual Joan Lluís Vives (virtuelle Bibliothek Joan Lluís Vives) der Manuskripten 459 und 460 der staatlichen Bibliothek von Katalonien.
- Auflage auf den digitalisierten gesamten Werken von Francesc Eiximenis des Manuskriptes 209 der Bibliothek der Universität Valencia.

### Inkunabeln
- Auflage auf der Biblioteca Digital Hispánica (hispanische digitale Bibliothek) der Inkunabelauflage der Übersetzung ins Spanische, die von Meinard Ungut and Johannes Pegnitzer (Granada, 30. April 1496) veröffentlicht wurde.

### DieVida de Jesucristauf den digitalisierten gesamten Werken
- Gesamte Werke von Francesc Eiximenis (auf Katalanisch und auf Latein).